# Mary Doran
Florence Arnot, connue sous le nom de scène Mary Doran (née le 8 septembre 1910 à New York et morte le 6 septembre 1995 dans la même ville) est une actrice américaine .

## Filmographie
- 1928 : Lucky Boy de Norman Taurog et Charles C. Wilson
- 1928 : Mariage à l'essai (Half a Bride) de Gregory La Cava
- 1928 : The River Woman de Joseph Henabery
- 1929 : Broadway Melody de Harry Beaumont
- 1929 : Le Procès de Mary Dugan (The Trial of Mary Dugan) de Bayard Veiller
- 1929 : The Girl in the Show d'Edgar Selwyn
- 1929 : Tonight at Twelve de Harry A. Pollard
- 1929 : Their Own Desire d'E. Mason Hopper
- 1929 : New York Nights de Lewis Milestone
- 1930 : They Learned About Women de Jack Conway et Sam Wood
- 1930 : La Divorcée (The Divorcee) de Robert Z. Leonard
- 1930 : The Sins of the Children de Sam Wood
- 1930 : Cœurs impatients (Our Blushing Brides), de Harry Beaumont
- 1930 : La Bande fantôme (Remote Control) de Nick Grinde et Malcolm St. Clair
- 1930 : The Third Alarm d'Emory Johnson
- 1931 : Le Code criminel (The Criminal Code) de Howard Hawks
- 1931 : Crimes Square d'Arthur Ripley
- 1931 : L'Homme de fer (Iron Man) de Tod Browning
- 1931 : Party Husband (en) de Clarence G. Badger
- 1931 : Their Mad Moment d'Hamilton MacFadden et Chandler Sprague
- 1931 : Ex-Bad Boy de Vin Moore
- 1931 : The Miracle Woman de Frank Capra
- 1931 : Fifty Fathoms Deep de Roy William Neill
- 1931 : Under 18 d'Archie Mayo
- 1932 : Ridin' for Justice de D. Ross Lederman
- 1932 : Gare centrale (Union Depot) de Alfred E. Green
- 1932 : The Final Edition de Howard Higgin
- 1932 : Beauty and the Boss (it) de Roy Del Ruth
- 1932 : The Silver Lining d'Alan Crosland
- 1932 : L'Étrange Passion de Molly Louvain (The Strange Love of Molly Louvain) de Michael Curtiz
- 1932 : Miss Pinkerton de Lloyd Bacon
- 1932 : Silence, on tourne ! (Movie Crazy) de Clyde Bruckman et Harold Lloyd
- 1932 : Aimez-moi ce soir (Love me Tonight) de Rouben Mamoulian
- 1932 : Exposure de Norman Houston
- 1932 : Breach of Promise de Paul L. Stein
- 1932 : Une allumette pour trois (Three on a Match) de Mervyn LeRoy
- 1933 : Hard to Handle de Mervyn LeRoy
- 1933 : Grand Slam de William Dieterle
- 1933 : Saturday's Millions (en) d'Edward Sedgwick
- 1933 : Une nuit seulement (Only Yesterday) de John M. Stahl
- 1934 : Corn on the Cop de Ralph Staub (court métrage)
- 1934 : Merry Wives of Reno (en) de H. Bruce Humberstone
- 1934 : Sing Sing Nights (en) de Lewis D. Collins
- 1935 : La Fugue de Mariette (Naughty Marietta) de Robert Z. Leonard et W. S. Van Dyke
- 1935 : Sunset Range (en) de Ray McCarey
- 1935 : Murder in the Fleet (en) d'Edward Sedgwick
- 1935 : Miss Pacific Fleet (en) de Ray Enright
- 1936 : The Bridge of Sighs de Phil Rosen
- 1936 : The Border Patrolman de David Howard
- 1936 : The Blonde Bomber de Lloyd French (court métrage)
- 1936 : A Girl's Best Years de Reginald Le Borg (court métrage)